# Procedimiento de apremio
El procedimiento de apremio en la legislación administrativa y tributaria española constituye una manifestación del poder de autotutela de la Administración Pública  y consiste en el poder que tiene la Administración de ejecutar las deudas existentes a favor de ella, sin necesidad de acudir a los tribunales de justicia, pudiendo incluso llegar al empleo de la coacción en caso de resistencia de los deudores.  
Una vez dictado un acto administrativo que establezca una obligación personal, frente al incumplimiento por parte de la persona obligada, la administración puede tomar diversas medidas: ejecución subsidiaria, multa coercitiva, compulsión sobre las personas, y la más general y utilizada: el apremio sobre el patrimonio.
En España, el artículo 101 de la Ley 39/2015 (ley española), de 1 de octubre, del procedimiento administrativo común de las Administraciones Públicas, dispone que si en virtud de acto administrativo se hubiere de satisfacer cantidad líquida se seguirá el procedimiento previsto en las normas reguladoras del procedimiento recaudatorio en vía ejecutiva, de esta manera, es la propia administración pública, sin intervención de los tribunales de justicia, la encargada del cobro de las deudas pecuniarias, llegando, si procede, al embargo de cuentas corrientes o bienes del apremiado. El procedimiento de apremio está regulado en el Reglamento General de Recaudación.